# 11 Małopolska Brygada Obrony Terytorialnej

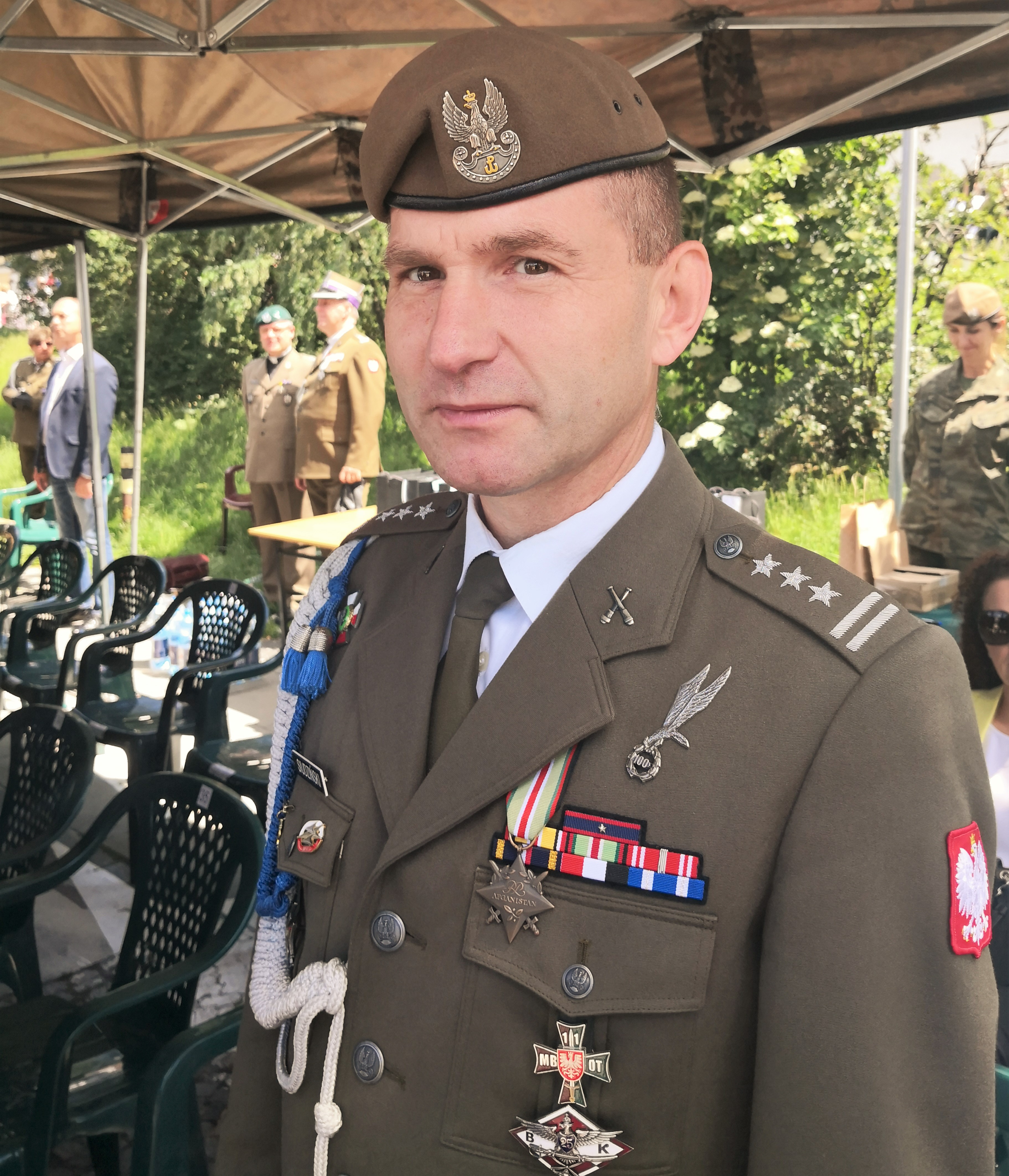
Płk Marcin Siudziński, dowódca 11 Małopolskiej Brygady Obrony Terytorialnej. (Kielce, 2022)

11 Małopolska Brygada Obrony Terytorialnej im. gen. bryg. Leopolda Okulickiego, ps. „Niedźwiadek” (11 MBOT) – brygada Wojsk Obrony Terytorialnej Wojska Polskiego.
22 lutego 2019 Minister Obrony Narodowej przekazał 11 Małopolskiej Brygadzie Obrony Terytorialnej dziedzictwo tradycji Zgrupowania Armii Krajowej „Żelbet”, nadał jej imię gen. bryg. Leopolda Okulickiego, ps. „Niedźwiadek” oraz ustanowił dzień 22 maja dorocznym świętem brygady.
10 maja 2019 Minister Obrony Narodowej wprowadził oznakę rozpoznawczą 11 MBOT i zatwierdził jej wzór.
5 lutego 2020 Minister Obrony Narodowej wprowadził odznakę pamiątkową 11 MBOT i zatwierdził jej wzór.

## Struktura organizacyjna
Struktura w 2018:
- Dowództwo brygady – Kraków

Struktura w 2021 :
- Dowództwo i sztab brygady – Rząska
- 111 batalion lekkiej piechoty – Rząska
- 112 batalion lekkiej piechoty – Oświęcim
- 113 batalion lekkiej piechoty – Tarnów
- 114 batalion lekkiej piechoty – Limanowa
- kompania dowodzenia
- kompania logistyczna
- Grupa Zabezpieczenia Medycznego

Struktura w 2024 :
- Dowództwo i sztab brygady – Rząska
- 111 batalion lekkiej piechoty – Rząska
- 112 batalion lekkiej piechoty – Oświęcim
- 113 batalion lekkiej piechoty – Tarnów
- 114 limanowski batalion lekkiej piechoty im. ppłk. Adama Stabrawy ps. „Borowy”[6] w Limanowej
- kompania dowodzenia - Rząska
- kompania logistyczna - Oświęcim
- kompania saperów - Rząska
- kompania szkolna - Rząska
- Ośrodek Analizy Skażeń - Rząska
- Zespół Zabezpieczenia Medycznego - Rząska

Insygnia
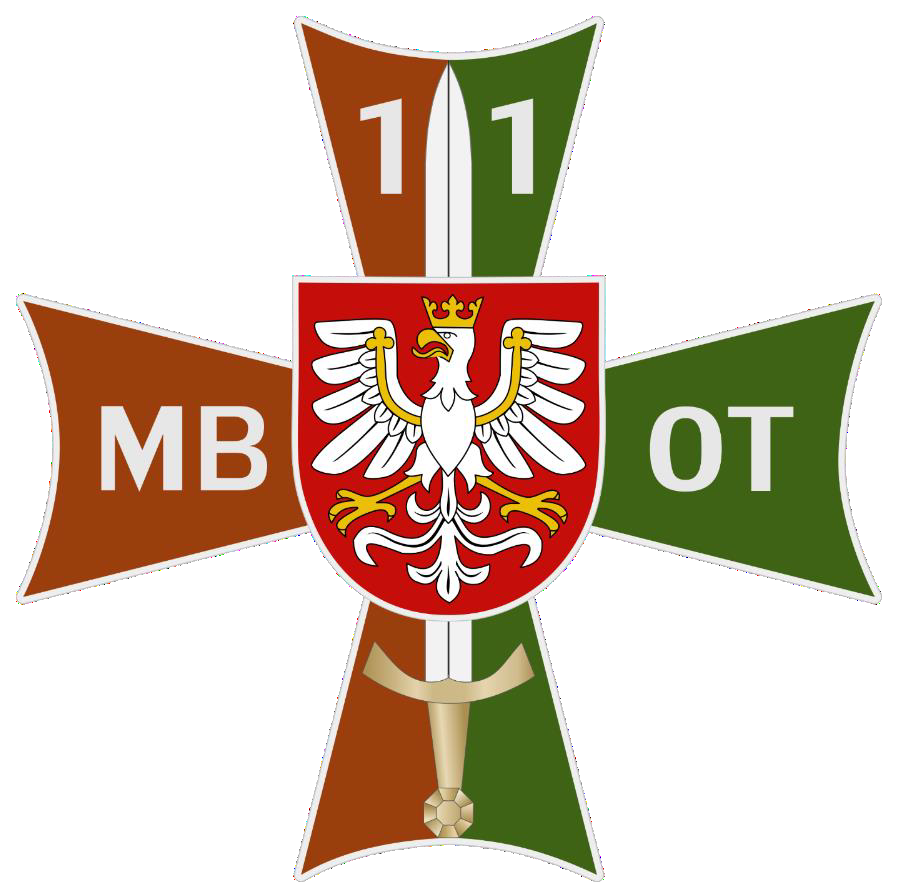
Odznaka pamiątkowa
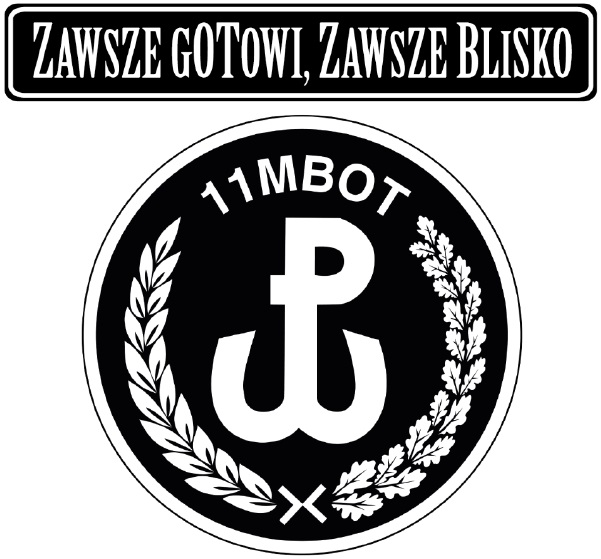
Oznaka rozpoznawcza na mundur wyjściowy
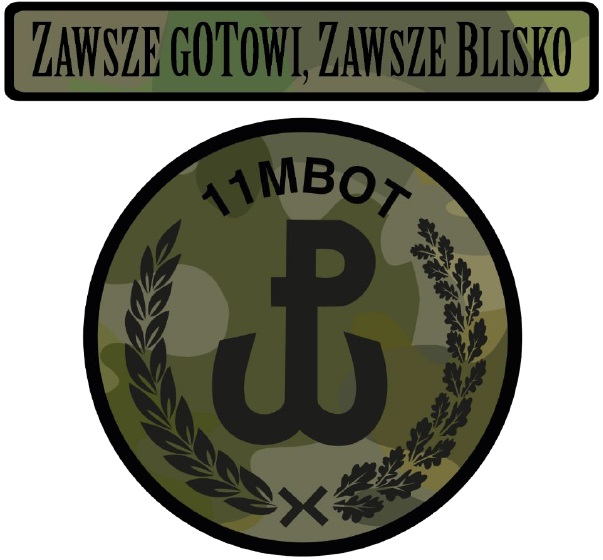
Oznaka rozpoznawcza na mundur polowy

## Dowódcy brygady
- płk Krzysztof Goncerz (2018–2021)[7]
- płk Marcin Siudziński (2021– )[8]